# Гипотеза Пуанкаре
Гипотеза Пуанкаре́ — доказанная математическая гипотеза о том, что всякое односвязное компактное трёхмерное многообразие без края гомеоморфно трёхмерной сфере. Сформулированная в 1904 году математиком Анри Пуанкаре гипотеза была доказана в серии статей 2002—2003 годов Григорием Перельманом. После подтверждения доказательства математическим сообществом в 2006 году гипотеза Пуанкаре стала первой и единственной на данный момент (2025 год) решённой задачей тысячелетия.
Обобщённая гипотеза Пуанкаре — утверждение о том, что всякое {\displaystyle n}-мерное многообразие гомотопически эквивалентно {\displaystyle n}-мерной сфере тогда и только тогда, когда оно гомеоморфно ей. Впервые прозвучала в работах Стивена Смейла, доказавшего её в 1961 году для всех случаев, кроме трёхмерного и четырёхмерного, последний из которых доказал в 1982 году Майкл Фридман. Основная гипотеза Пуанкаре является частным случаем обобщённой гипотезы при {\displaystyle n=3}, причём к концу XX века именно этот случай оставался единственным недоказанным. Таким образом, доказательство Перельмана завершает и доказательство обобщённой гипотезы Пуанкаре.

## Схема доказательства
Поток Риччи — это определённое уравнение в частных производных, похожее на уравнение теплопроводности.
Он позволяет деформировать риманову метрику на многообразии, но в процессе деформации возможно образование «сингулярностей» — точек, в которых кривизна стремится к бесконечности, и деформацию невозможно продолжить.
Основной шаг в доказательстве состоит в классификации таких сингулярностей в трёхмерном ориентированном случае.
При подходе к сингулярности поток останавливают и производят «хирургию» — выбрасывают малую связную компоненту или вырезают «шею» (то есть открытую область, диффеоморфную прямому произведению {\displaystyle (0,1)\times S^{2}}), а полученные две дырки заклеивают двумя шарами так, что метрика полученного многообразия становится достаточно гладкой — после чего продолжают деформацию вдоль потока Риччи.
Процесс, описанный выше, называется «поток Риччи с хирургией».
Классификация сингулярностей позволяет заключить, что каждый «выброшенный кусок» диффеоморфен сферической пространственной форме.
При доказательстве гипотезы Пуанкаре начинают с произвольной римановой метрики на односвязном трёхмерном многообразии {\displaystyle M} и применяют к нему поток Риччи с хирургией.
Важным шагом является доказательство того, что в результате такого процесса «выбрасывается» всё.
Это означает, что исходное многообразие {\displaystyle M} можно представить как набор сферических пространственных форм {\displaystyle S^{3}/\Gamma _{i}}, соединённых друг с другом трубками {\displaystyle [0,1]\times S^{2}}.
Подсчёт фундаментальной группы показывает, что {\displaystyle M} диффеоморфно связной сумме набора пространственных форм {\displaystyle S^{3}/\Gamma _{i}} и более того все {\displaystyle \Gamma _{i}} тривиальны.
Таким образом, {\displaystyle M} является связной суммой набора сфер, то есть сферой.

## История
В 1900 году Анри Пуанкаре сделал предположение, что трёхмерное многообразие со всеми группами гомологий как у сферы гомеоморфно сфере. В 1904 году он же нашёл контрпример, называемый теперь сферой Пуанкаре, и сформулировал окончательный вариант своей гипотезы. Попытки доказать гипотезу Пуанкаре привели к многочисленным продвижениям в топологии многообразий.
Гипотеза Пуанкаре долгое время не привлекала внимания исследователей. В 1930-х годах Джон Уайтхед возродил интерес к гипотезе, объявив о доказательстве, но затем отказался от него. В процессе поиска он обнаружил некоторые интересные примеры односвязных некомпактных 3-многообразий, негомеоморфных {\displaystyle \mathbb {R} ^{3}}, прообраз которых известен как многообразие Уайтхеда.
Доказательства обобщённой гипотезы Пуанкаре для {\displaystyle n\geqslant 5} получены в начале 1960—1970-х почти одновременно Смейлом, независимо и другими методами Столлингсом (для {\displaystyle n\geqslant 5}, его доказательство было распространено на случаи {\displaystyle n=5,6} Зиманом). Доказательство значительно более трудного случая {\displaystyle n=4} было получено только в 1982 году Фридманом. Из теоремы Новикова о топологической инвариантности характеристических классов Понтрягина следует, что существуют гомотопически эквивалентные, но не гомеоморфные многообразия в высоких размерностях.
Доказательство исходной гипотезы Пуанкаре (и более общей гипотезы Тёрстона) было найдено Григорием Перельманом и опубликовано им в трёх статьях на сайте arXiv в 2002—2003 годах. Впоследствии, в 2006 году, доказательство Перельмана было проверено и представлено в развёрнутом виде как минимум тремя группами учёных. Доказательство использует модификацию потока Риччи (так называемый поток Риччи с хирургией) и во многом следует плану, намеченному Р. С. Гамильтоном, который также первым применил поток Риччи.

### Признание и оценки
- В 1986 году Майкл Фридман стал Филдсовским лауреатом.
- В 2006 году Григорий Перельман стал Филдсовским лауреатом (отказался).
- В 2010 году математический институт Клэя присудил[2] Перельману Премию тысячелетия (отказался).

### Отражение в средствах массовой информации
- В 2006 году журнал Science назвал доказательство Перельманом гипотезы Пуанкаре научным «прорывом года»[3]. Это первая работа по математике, заслужившая такое звание[4].
- В 2006 году Сильвия Назар опубликовала нашумевшую[5] статью «Многообразная судьба», которая рассказывает об истории доказательства гипотезы Пуанкаре[6].